# Рофрано
Рофра̀но (на италиански: Rofrano; на неаполитански: u Franu, у Франу) е село и община в Южна Италия, провинция Салерно, регион Кампания. Разположено е на 450 m надморска височина. Населението на общината е 1710 души (към 2010 г.).